# Gorgon City

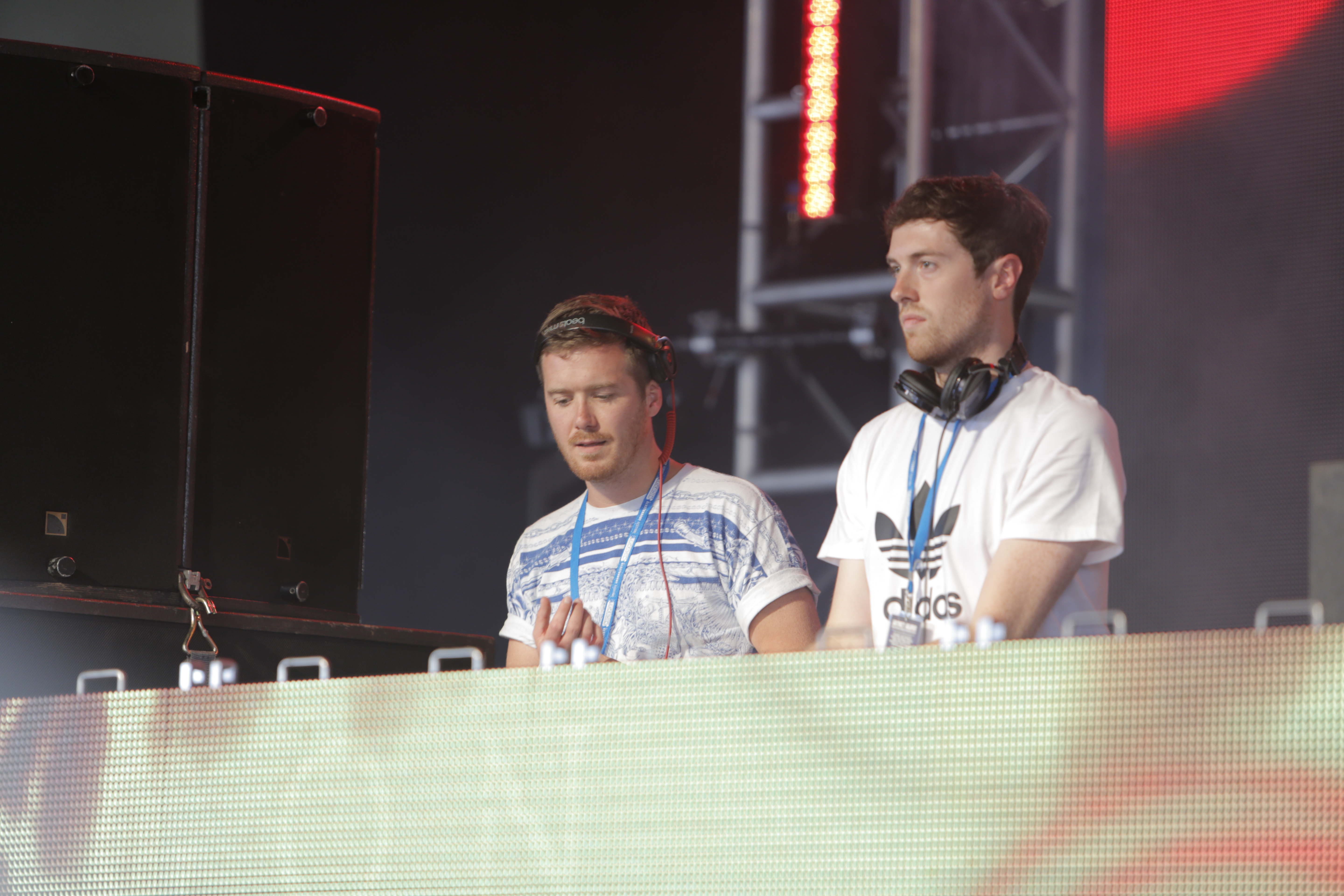
Gorgon City auf dem Glastonbury Festival 2014

Gorgon City ist ein DJ-Duo aus London, das aus Kye Gibbon („Foamo“) und Matt Robson-Scott („Rack N Ruin“) besteht. Sie spielen einen Mix aus Deep House, Garage, Soul und Popmusik.

## Geschichte
Gibbon und Robson-Scott hatten schon einige Jahre als selbstständige Musikproduzenten gearbeitet, bevor sie sich im Februar 2012 zusammentaten und ihre erste EP The Crypt herausbrachten. Es erschien bei dem Londoner Independent-Label Black Butter Records (u. a. Rudimental). Ein Jahr später kam dort auch die zweite EP Real heraus. Deren Titelsong, eine Zusammenarbeit mit der britischen DJ und Songwriterin Yasmin Shahmir, brachte Gorgon City erstmals in die UK-Charts und verhalf ihnen so zum Durchbruch.
Im Sommer 2013 veröffentlichten Gorgon City die mit Clean Bandit produzierte Single Intentions. Sie tourten durch die USA und traten in Australien im Vorprogramm von Rudimental auf. Im Januar 2014 erschien die House-Single Ready for Your Love (mit Gesang von MNEK), die Rang 4 der UK-Charts erreichte. Auch in die deutschen Singlecharts stieg sie ein. Ähnlich erfolgreich war die im Mai mit Laura Welsh herausgebrachte Single Here for You.
Am 6. Oktober 2014 veröffentlichten Gorgon City ihr Debütalbum Sirens, ein Joint Venture von Black Butter und Virgin EMI Records. In der Deluxe-Ausgabe enthält es 17 Songs, neben Ready for Your Love und Here for You u. a. Featurings von Maverick Sabre (Coming Home, Hard on Me), Katy B (Lover Like You), Jennifer Hudson (Go All Night), Katy Menditta (Imagination) und Zak Abel (Unmissable). Das Album schaffte es ebenso wie die vorher erschienenen Singles Ready for Your Love und Here for You in die Top-10 der UK-Charts. Go All Night stieg auf Platz 1 der Billboard Dance Club Songs.
Im Anschluss traten Gorgon City erneut bei verschiedenen Konzerten und Festivals auf, unter anderem im April 2015 beim Coachella Valley Music and Arts Festival.
Am 27. April 2015 erschien bei Virgin EMI Records das Album Sirens – The Remixes, auf dem zehn Remixe von fünf Songs des Debütalbums zu hören sind. Sie wurden durch DJ Anna, Huxley, Booka Shade, CLOSE, Etherwood, Weiss, Deetron, Bearcubs, Drew Hill und Mak & Pasteman neu interpretiert. Zusätzlich enthält das Album Gorgon-City-Remixe der Songs Hideaway von Kiesza und Say You Love Me von Jessie Ware.

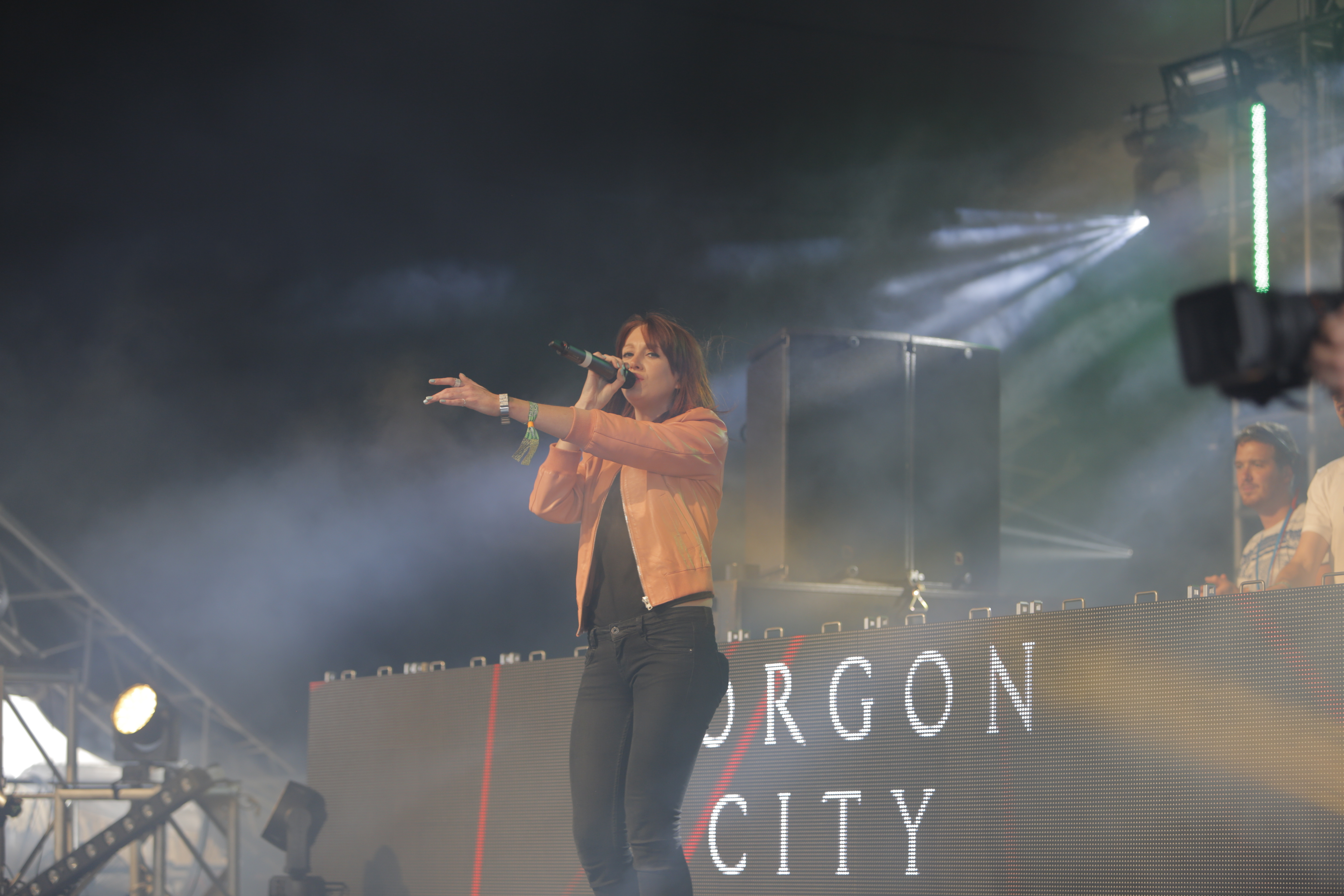
Laura Welsh mit Gorgon City beim Glastonbury Festival 2014

## Diskografie

### Studioalben
| Jahr | Titel Musiklabel                         | Höchstplatzierung, Gesamtwochen, AuszeichnungChartsChartplatzierungen (Jahr, Titel, Musiklabel, Platzierungen, Wochen, Auszeichnungen, Anmerkungen) | Anmerkungen                           |
| Jahr | Titel Musiklabel                         | UK | Anmerkungen                           |
| ---- | ---------------------------------------- | --- | ------------------------------------- |
| 2014 | Sirens Virgin EMI / Black Butter Records | UK10 Gold · (3 Wo.)UK | Erstveröffentlichung: 6. Oktober 2014 |
| 2018 | Escape Virgin EMI                        | UK45 (1 Wo.)UK | Erstveröffentlichung: 10. August 2018 |
| 2021 | Olympia Virgin EMI                       | UK26 (1 Wo.)UK | Erstveröffentlichung: 25. Juni 2021   |
| 2023 | Salvation Positiva EMI                   | — | Erstveröffentlichung: 21. Juli 2023   |
| 2024 | Reverie Positiva EMI                     | — | Erstveröffentlichung: 19. Juli 2024   |

### Remixalben
- 2015: All Gone – Miami 2015 (Mix-Doppelalbum mit Pete Tong) (Defected)
- 2015: Sirens – The Remixes (Virgin EMI)

### EPs
- 2012: The Crypt (Black Butter Records)
- 2013: Real (Black Butter Records)
- 2015: Imagination (feat. Katy Menditta, UK: Silber) (Virgin EMI / Black Butter Records)
- 2016: Money (Crosstown Rebels)
- 2017: Grooves on the Vinyl (A REALM Records)

### Singles
| Jahr | Titel Album                | Höchstplatzierung, Gesamtwochen, AuszeichnungChartplatzierungen (Jahr, Titel, Album, Platzierungen, Wochen, Auszeichnungen, Anmerkungen) | Höchstplatzierung, Gesamtwochen, AuszeichnungChartplatzierungen (Jahr, Titel, Album, Platzierungen, Wochen, Auszeichnungen, Anmerkungen) | Anmerkungen                                                       |
| Jahr | Titel Album                | DE | UK | Anmerkungen                                                       |
| ---- | -------------------------- | --- | --- | ----------------------------------------------------------------- |
| 2013 | Real Sirens                | — | UK44 (4 Wo.)UK | Erstveröffentlichung: 17. Februar 2013 feat. Yasmin               |
| 2014 | Ready for Your Love Sirens | DE58 (10 Wo.)DE | UK4 Platin · (16 Wo.)UK | Erstveröffentlichung: 26. Januar 2014 feat. MNEK                  |
| 2014 | Here for You Sirens        | DE48 (9 Wo.)DE | UK7 Silber · (6 Wo.)UK | Erstveröffentlichung: 15. Juni 2014 feat. Laura Welsh             |
| 2014 | Unmissable Sirens          | — | UK19 (3 Wo.)UK | Erstveröffentlichung: 28. August 2014 feat. Zak Abel              |
| 2014 | Go All Night Sirens        | — | UK14 Silber · (7 Wo.)UK | Erstveröffentlichung: 14. Dezember 2014 feat. Jennifer Hudson     |
| 2015 | Saving My Life –           | — | UK92 (1 Wo.)UK | Erstveröffentlichung: 24. August 2015 feat. Romans                |
| 2016 | All Four Walls Escape      | — | UK85 Gold · (3 Wo.)UK | Erstveröffentlichung: 18. März 2016 feat. Vaults                  |
| 2017 | Real Life Escape           | — | UK31 Gold · (12 Wo.)UK | Erstveröffentlichung: 19. Mai 2017 mit Duke Dumont feat. Naations |
| 2019 | There For You –            | — | UK99 Silber · (1 Wo.)UK | Erstveröffentlichung: 16. August 2019 mit MK                      |
| 2021 | You’ve Done Enough Olympia | — | UK70 Silber · (9 Wo.)UK | Erstveröffentlichung: 29. Januar 2021 mit Drama                   |
| 2023 | Voodoo Salvation           | — | UK87 Silber · (2 Wo.)UK | Erstveröffentlichung: 10. März 2023                               |

Weitere Singles
- 2013: Intentions (feat. Clean Bandit)
- 2016: Blue Parrot
- 2016: Impaired Vision (feat. Tink & Mikky Ekko)
- 2016: Zoom Zoom (feat. Wyclef Jean)
- 2016: Smile (feat. Elderbrook)
- 2017: Primal Call (Extended Mix)
- 2018: Go Deep (mit Kamille & Ghosted)
- 2018: Hear That (feat. D Double E)
- 2018: One Last Song (mit JP Cooper & Yungen)
- 2020: House Arrest (mit Sofi Tukker)

## Auszeichnungen für Musikverkäufe
| Goldene Schallplatte - Brasilien - 2024: für die Single Imagination - 2024: für die Single You’ve Done Enough |

Anmerkung: Auszeichnungen in Ländern aus den Charttabellen bzw. Chartboxen sind in ebendiesen zu finden.
| Land/RegionAuszeichnungen für Musikverkäufe (Land/Region, Auszeichnungen, Verkäufe, Quellen) | Silber     | Gold     | Platin  | Verkäufe  | Quellen             |
| -------------------------------------------------------------------------------------------- | ---------- | -------- | ------- | --------- | ------------------- |
| Brasilien (PMB)                                                                              | —          | 2× Gold2 | —       | 40.000    | pro-musicabr.org.br |
| Vereinigtes Königreich (BPI)                                                                 | 6× Silber6 | 3× Gold3 | Platin1 | 2.700.000 | bpi.co.uk           |
| Insgesamt                                                                                    | 6× Silber6 | 5× Gold5 | Platin1 |           |                     |

## Belege
1. ↑  Interview auf officialcharts.com
2. ↑  Biografie bei Allmusic.com
3. 1 2 3  Chartquellen: DE UK UK2 UK3 UK4 UK5
4. ↑  Gorgon City bei Virgin EMI Records
5. ↑  Ankündigung Sirens bei officialcharts.com
6. ↑  Awards bei Allmusic.com
7. ↑  Ankündigung Sirens - The Remixes bei Universal Music